# Quand passent les cigognes
Pour plus de détails, voir Fiche technique et Distribution.
Quand passent les cigognes (titre original russe : Летят журавли, Letiat jouravli) est un film soviétique de Mikhaïl Kalatozov sorti en 1957. Il s'agit de l'adaptation cinématographique de la pièce de Rozov, Éternellement vivants. En 1958, le film reçoit la Palme d'or au festival de Cannes.
Ce film symbolise le dégel, c’est-à-dire l'assouplissement du régime soviétique sous Nikita Khrouchtchev. Avec La Ballade du soldat (1959) et L'Enfance d'Ivan (1962), ce film a changé le genre de la guerre dans le cinéma soviétique : alors qu'auparavant la guerre était présentée comme l'élan patriotique du héros sur le champ de bataille, ces trois films la présentent à l'inverse comme un drame ballottant des gens ordinaires, comme ici une femme qui attend le retour de son fiancé pendant la Seconde Guerre mondiale. Elle finit par succomber aux avances du cousin de celui-ci, Mark, un planqué peu glorieux, égoïste et distant. Délaissée, Veronika s’implique à sa manière dans le conflit en investissant son énergie dans l’aide et le réconfort aux soldats blessés rapatriés. Elle prend conscience de l’horreur de la guerre.

## Synopsis
Le film se déroule à Moscou et dans une ville inconnue de l'arrière-pays, avant et pendant la Grande Guerre patriotique.
Boris et Veronika s'aiment et sont sur le point de se marier. Ils se promènent dans Moscou et remarquent une cigogne qui survole la ville. Pendant leur promenade, ils écoutent l'horloge de la tour Spasskaïa (ru) sonner 4 heures du matin, puis rentrent chez eux (à l'aube du 22 juin 1941). C'est ce matin-là que la Grande Guerre Patriotique a commencé. Boris, malgré la possibilité d'obtenir une dispense, décide de se porter volontaire pour le front. La convocation l'oblige à se présenter au point de rassemblement la veille de l'anniversaire de Veronika, à qui il laisse en cadeau un jouet : un écureuil avec un panier rempli de noix dorées, sous lequel il glisse un mot. Boris est escorté jusqu'au front, mais Veronika n'a pas le temps de lui dire au revoir.
Les bombardements commencent à endeuiller Moscou. Un jour, Veronika, après avoir appelé l'usine où Boris travaillait, apprend qu'elle n'a pas de nouvelles de lui. Avec sa mère, elle se rend à la maison et discute. Leur conversation est interrompue par une alerte au bombardement aérien. Elles se précipitent à la maison pour aller chercher le père de Veronika, mais celui-ci refuse de partir en métro, prétextant un travail urgent. La mère de Veronica décide de rester à la maison avec son mari, et ils envoient Veronica seule dans le métro, elle ne réussit à emporter que l'écureuil. Lorsque Veronika revient après sa nuit de repos, il s'avère que sa maison a été bombardée et que ses parents sont morts.
Fiodor Ivanovitch Borozdine, le père de Boris, médecin de profession, lui propose de s'installer chez eux, où elle se heurte aux avances de Mark, le cousin de Boris. Amoureux de Veronika depuis longtemps, Mark, pianiste talentueux, a une réserve et n'arrive pas au premier rang. Boris lui a d'ailleurs conseillé de ne pas partir à la guerre. Mark poursuit Veronica et il la viole. Cédant ensuite à son insistance, elle l'épouse. Cet acte est mal vécu par toute la famille Borozdine, mais, contrairement à la sœur de Boris, son père ne lui tourne pas le dos.
L'unité militaire de Boris et de son camarade Stepan sort d'un encerclement dans des conditions difficiles. L'un des soldats fait une remarque vulgaire sur Veronica. Boris lui donne un coup de poing au visage, et tous deux sont envoyés « à des fins éducatives » en mission de reconnaissance. Sous les obus et les balles, Boris, qui porte son partenaire blessé, est tué d'un tir précis.
La famille Borozdine est évacuée au-delà de l'Oural. Veronika travaille comme infirmière dans un hôpital dont le médecin-chef est Fiodor Ivanovitch. Veronika est malheureuse car elle pense qu'en épousant Mark, elle a trompé Boris (dont elle ignore la mort).
Un jour, à l'hôpital, l'un des blessés fait une dépression nerveuse en apprenant que sa fiancée s'est mariée pendant qu'il était à la guerre. Fiodor Ivanovitch le retient et lui dit que ce n'est pas lui, mais elle qui a perdu son honneur. Tout l'hôpital le soutient, et Veronika, voyant que les gens méprisent les épouses infidèles, s'enfuit de l'hôpital, confuse, et songe à se se suicider. Elle escalade un pont pour se jeter devant un train qui arrive, mais au dernier moment, elle aperçoit un petit garçon sur la route. Veronika le sauve de sous les roues d'un camion et découvre que le garçon est perdu et qu'il s'appelle Boris.
Lorsqu'elle rentre chez les Borozdine avec le petit garçon, elle veut lui donner un jouet en forme d'écureuil, le cadeau d'adieu de Boris, pour qu'il s'amuse avec. Mais il s'avère que le jouet a été emporté par Mark, soi-disant pour le donner à un autre garçon. Veronica apprend de la fille de Fiodor Ivanovitch que Mark fréquente depuis longtemps une certaine Antonina Monastyrskaïa.
Mark divertit la foule de spéculateurs et de marchands endimanchés en jouant du piano et en racontant des histoires d'amour. Sur une table garnie de nourriture se trouve un jouet offert par Mark. Une tante, disant qu'« elle a goûté à tout, mais jamais aux noix d'or », attrape l'écureuil et trouve sous les noix un billet que Veronica n'avait pas remarqué. À ce moment-là, Veronica arrive en courant, lui arrache le billet des mains, gifle Mark et s'en va.
Au même moment, Fiodor Ivanovitch apprend que Mark a reçu la dispense moins pour ses mérites que grâce à ses relations. En rentrant chez lui, Mark le rencontre et le père de famille le met à la porte. Veronica veut également partir, mais Fiodor Ivanovitch la convainc qu'elle n'est pas responsable et qu'elle ne peut pas être condamnée pour son erreur.
Veronica fait la lessive. Le soldat que Boris a sauvé lors de la reconnaissance entre. Le soldat dit à Veronika que Boris est mort, mais elle ne le croit pas, car le soldat a seulement vu Boris gravement blessé et transporté sur une tente par son camarade Stepan, mais il n'a pas vu la mort de Boris. On sait seulement avec certitude qu'il est porté disparu.
La fin de la Grande Guerre patriotique. Moscou en paix. Veronika n'arrive toujours pas à oublier Boris et attend, car « on doit toujours espérer le meilleur ». Un train transportant des soldats de première ligne qui rentrent au pays arrive à la gare. Ils sont accueillis avec des bouquets de fleurs et des larmes dans les yeux. Veronika court dans la foule à la recherche de Boris et de Stepan. Elle finit par trouver Stepan qui lui donne la carte postale que Veronika avait donnée à Boris. C'est ainsi que Veronika devient enfin convaincue que Boris est mort. En pleurs, elle se fraye un chemin dans la foule. Stepan, de la locomotive à vapeur, prononce un discours dans lequel il dit que la joie de la victoire est immense, mais que le chagrin de la perte l'est tout autant, et que les gens feront désormais tout pour qu'il n'y ait plus jamais de guerre de ce genre. Veronica traverse la foule et distribue des fleurs de son bouquet aux soldats de première ligne. Puis tout le monde, y compris Fiodor Ivanovitch, qui est arrivé à ce moment-là, voit des cigognes voler au-dessus de Moscou.

## Fiche technique
Sauf indication contraire, les informations mentionnées dans cette section peuvent être confirmées par la base de données cinématographiques IMDb,  présente dans la section « Liens externes ».
- Titre français : Quand passent les cigognes
- Titre original : Летят журавли (Letiat jouravli) ; littéralement « Les grues volent »[3]
- Réalisation : Mikhaïl Kalatozov
- Scénario : Viktor Rozov
- Musique : Mieczysław Weinberg
- Photographie : Sergueï Ouroussevski
- Décors : Evgueni Svideteliev
- Costumes : Leonid Naoumov
- Montage : Maria Timofeïeva
- Son : Igor Maïorov
- Société de production : Mosfilm
- Pays de production :  Union soviétique
- Langue originale : russe
- Format : noir et blanc - 1,37:1 - 35 mm
- Genre : drame, romance, guerre
- Durée : 98 minutes
- Dates de sortie :
  - URSS : 12 octobre 1957
  - France : 3 mai 1958 (Festival de Cannes) ; 11 juin 1958 (sortie nationale)
- Affiches : John J. Lomasney (États-Unis), Jean Mascii (France)

## Distribution
Sauf indication contraire, les informations mentionnées dans cette section peuvent être confirmées par la base de données cinématographiques IMDb,  présente dans la section « Liens externes ».
- Tatiana Samoïlova (V.F : Nadine Alari) : Veronika
- Alexeï Batalov (V.F : Roland Ménard) : Boris Fiodorovitch Borozdine
- Vassili Merkouriev (V.F : Pierre Morin) : Fiodor Ivanovitch Borozdine, le père de Boris
- Alexandre Chvorine (V.F : Jean-Louis Jemma) : Mark Alexandrovich Borozdine, le cousin de Boris
- Svetlana Kharitonova (V.F : Denise Bosc) : Irina Fiodorovna Borozdina, la sœur de Boris
- Constantin Nikitine (V.F : Jean-Claude Michel) : Vladimir, dit « Volodia »
- Valentin Zoubkov (V.F : Claude Bertrand) : Stepan, l'ami de Boris
- Ekatérina Kouprianova : Anna Mikhaïlovna Lebedeva
- Boris Kokovkine : Nicolaï Tchernov
- Antonina Pavlovna Bogdanova (ru) : Varvara Kapitanova, la grand-mère de Boris
- Maïa Boulgakova : la femme d'un soldat

## Style
Avec ce film, le cinéma soviétique se démarque de tout l’élan patriotique de sa production précédente en montrant une histoire d’amour filmée dans un esprit neuf.
Certaines scènes sont marquantes et novatrices : 
- Le préambule calme de l’avant-guerre permettant à Veronika et Boris d'envisager leur amour, tournés vers l'avenir. Un vol de grues traverse le ciel.
- La scène tourbillonnante de l’escalier gravi par Boris (une première technique pour l’époque).
- Le moment où Veronika, terrorisée par le bombardement et à bout de forces, cède à Mark en répétant à l’infini sa négation qu’elle ne peut plus contrôler.
- La scène à l'hôpital où un blessé apprend que sa fiancée l'a trompé ; le docteur, Fiodor Ivanovitch, le père de Boris, le console en s'adressant à toute la salle pour fustiger le comportement de certaines filles qui ne font pas preuve de courage : elles ne méritent pas l'estime d'héroïques combattants. Veronika, qui se trouve dans la salle, culpabilise en l'écoutant, car elle n'a pas attendu Boris qui était au front, et a épousé Mark. (Cette scène peut être comparée à la scène finale du film, La Femme du boulanger, où Aimable Castanier s'adresse à sa chatte Pomponette, revenue après une escapade amoureuse, devant son épouse Aurélie qui l'avait quitté pour son amant et qui est de retour. Fiodr Ivanovitch tout comme Aimable Castanier s'adressent à un tiers, le blessé pour Fiodor Ivanovitch et la chatte Pomponette pour Aimable Castanier, pour délivrer un message de reproches, adressé en réalité à Veronika ou Aurélie.)
- La mort de Boris, qui voit défiler devant ses yeux l'avenir rêvé avec Veronika.
- La scène qui montre certains « planqués », à l'arrière, passant du bon temps et se livrant à des trafics pour satisfaire leurs caprices frivoles alors que tout manque.
- La scène finale : à la gare, Veronika, un bouquet de fleurs à la main, traverse la foule en liesse (autre prouesse technique) qui acclame les soldats de retour au pays. Elle arrive à Stepan, l'ami de Boris, qui lui apprend la mort de ce dernier et veut lui remettre la photo d'elle qu'il gardait sur lui. Le film se conclut pourtant sur une note d'espoir : Stepan, debout sur la locomotive, fait un discours énergique sur le retour de la paix et la nécessaire reconstruction, et Veronika, en larmes, se réconforte dans la solidarité collective en distribuant ses fleurs aux gens présents, tandis qu'un vol de grues passe dans le ciel.

## Prouesses techniques
Ce film est réputé pour ses somptueux mouvements d'appareil, qui restent de vrais exploits techniques. On se souviendra notamment de la montée d'escalier de Boris, citée ci-dessus ; il est suivi du début à la fin par la caméra, qui reste à sa hauteur et en panoramique à 360 degrés tout en montant. (On notera que le point nodal effectue donc un vissage, ce qui n'est pas si fréquent.) L'opérateur portait vraisemblablement la caméra en étant pendu à un câble... qui montait tout en tournant. En fait, les studios Mosfilm avaient construit une tour en acier sur laquelle était arrimée une nacelle qui montait ou descendait comme un ascenseur et l'ensemble tournait. La nacelle accueillait l'opérateur et quelques projecteurs. Claude Lelouch a filmé le tournage de cette scène en 1957 pour son reportage Quand le rideau se lève, puis a utilisé cette technique dans son film Les Uns et les autres (1981).
Ensuite, un plan très réputé (minutes 23:46 à 24:21) suit Veronika depuis un tramway en circulation, dans lequel elle est assise. Elle se lève pour descendre, suivie par la caméra, court dans la foule pour voir le défilé, tandis que la caméra effectue pour la suivre un travelling latéral assez rapide. Arrivée à une barrière, Veronika s'arrête tandis que la caméra s'élève jusqu'au très grand ensemble. Ce plan séquence commence en caméra portée ; à la descente du tramway, l'opérateur suspend sa caméra, à l'aide d'un électro-aimant, à un travelling sur câble. Au bout de celui-ci, un opérateur récupère l'appareil, pour l'accrocher à une grue qui l'élève jusqu'au très grand ensemble.
Le film doit au chef opérateur Sergueï Ouroussevski son originalité photographique et sa richesse formelle.

## Exploitation et accueil

### Accueil critique
- À la sortie du film, le cinéaste Éric Rohmer a écrit : « Nous trouvons tout ici : la profondeur du champ et les plafonds d'Orson Welles, les travellings acrobatiques d'Ophuls, le goût viscontien de l'ornement, le style de jeu de l'Actors Studio. » Rohmer, encore critique à cette époque-là, tempérait toutefois son jugement en ajoutant : « Pour moi, j'ai été tour à tour : remué par la nouveauté du ton, irrité par la volonté systématique et un peu anarchique de briller, ébloui tout de même par l'éclat des ornements dans la scène des adieux manqués, celle du bombardement ou celle de la mort de Boris [...] »[4]
- Jacques Doniol-Valcroze, autre critique devenu réalisateur, émettait, quant à lui, ce point de vue : « La clef du pouvoir émotionnel et de la fascination de Quand passent les cigognes réside dans la forme, plus que dans le fond. C'est le romantisme, le lyrisme, parfois délirant, du style et de l'agencement des images, qui confère sa puissance au contenu. L'extraordinaire virtuosité d'Ouroussevski donne vie à des séquences qui devaient, sur le papier, relever de la démence. [...] Kalatozov et Ouroussevski, en plus des moyens considérables et de circonstances favorables, ont eu cette chance supplémentaire : Tatiana Samoïlova, l'extraordinaire écureuil de ce film, pleine de grâce et d'intériorité, grande héroïne romanesque, petite fille logique et passionnée des aînées tumultueuses d'une grande tradition littéraire. »[5]
- « Certains morceaux de bravoure (comme le viol de Veronika/T. Samoïlova) furent contestables, mais le film, sorte de Guerre et Paix 1941-1945, valut par sa passion et son authenticité. Ses personnages n'étaient pas taillés d'un bloc mais complexes, et certaines grandes prosopopées (le discours dans l'hôpital) ne tombaient jamais dans la propagande », estimait, plus tard, Georges Sadoul[6].

### Box-office

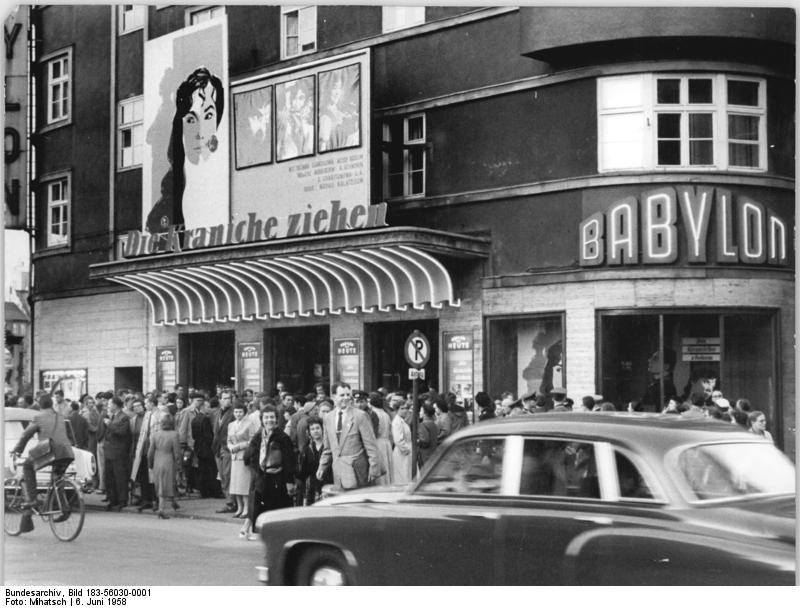
Le film à l'affiche d'un cinéma à Berlin en 1958

En URSS, 28 000 000 de Soviétiques voient le film pendant l'hiver 1957.
En France, le film est un des plus gros succès de l'année 1958 avec 5 414 915 d'entrées. Il se classe au box-office français de 1958, derrière le péplum américain Les Dix Commandements de Cecil B. DeMille, Les Misérables de Jean-Paul Le Chanois et Sissi face à son destin.

### Édition vidéo
Le film sort en France en combo DVD + Blu-ray le 1er octobre 2019, édité par Potemkine. Le disque comprend une restauration 4K du film.

### Distinctions
Sauf indication contraire, les informations mentionnées dans cette section peuvent être confirmées par la base de données cinématographiques IMDb,  présente dans la section « Liens externes ».

#### Récompenses
- Festival de Cannes 1958 :
  - Palme d'or « pour son humanisme, pour son unité et sa haute qualité artistique »[9],[10]
  - Mention spéciale pour Tatiana Samoïlova
  - Prix de la Commission supérieure technique pour Sergueï Ouroussevski[réf. nécessaire]
- Jussis 1958 : meilleure actrice étrangère pour Tatiana Samoïlova
- Prix de l'Association des critiques de film allemands 1959 : meilleure actrice pour Tatiana Samoïlova
- Festival cinématographique de l'URSS à Moscou[Quoi ?][Quand ?] : Prix spécial[réf. nécessaire]
- Festival international du film de travailleurs (Tchécoslovaquie)[Quoi ?][Quand ?] : Diplôme[Quoi ?][réf. nécessaire]
- Festival annuel à Vancouver[Quoi ?][Quand ?] : Mention[Quoi ?][réf. nécessaire]
- Festival des festivals à Mexico[Quoi ?][Quand ?] : Diplôme d'honneur[réf. nécessaire]
- Prix David Selznick[Quoi ?][Quand ?] :  meilleur film étranger de l'année aux États-Unis[réf. nécessaire]

#### Nominations
- BAFTA Awards 1959 :
  - Meilleur film - toutes provenances
  - Meilleure actrice étrangère pour Tatiana Samoïlova
- Prix de l'Association des critiques de film turcs (SİYAD) 1974 : meilleur film étranger - 7e place

## Postérité
- Un rapprochement peut être effectué entre le film et Un long dimanche de fiançailles de Jean-Pierre Jeunet. Plus que le thème, les deux films ont certains passages en commun : les deux héroïnes attendent la lettre de leurs fiancés et se lancent des paris étranges et superstitieux, dont l'issue serait, selon elles, décisive quant à l'accomplissement de leurs espoirs.
- À la même époque (début des années 1950), rares sont les réalisateurs à se montrer aussi inventifs ; en France par exemple, Max Ophuls dans Madame de... crée des mouvements de caméra et des raccords éblouissants d'une perfection très en avance sur son temps.
- Le réalisateur Claude Lelouch, présent à Moscou alors qu'il était reporter, a pu assister une journée au tournage du film Quand passent les cigognes. En 1980 dans Les Uns et les Autres, certainement en hommage à Kalatozov, il filme exactement de la même manière en un plan séquence, la montée en vrille d'un personnage dans une cage d'escalier mais au ratio 2,35:1. Dans un supplément on voit Lelouch caméra à l'épaule, assis sur une plate-forme suspendue à un treuil élévateur, tandis qu'un technicien hors-champ monte rapidement les marches en poussant une barre fixée à l'ensemble qui tournoie ainsi jusqu'en haut à la même vitesse que le comédien[11].